# Joseph McCormick (Jurist)
Joseph McCormick (* 1814 in Cincinnati, Ohio; † 1879 in Kalifornien) war ein US-amerikanischer Jurist und Politiker (Demokratische Partei). Er war von 1851 bis 1852 Attorney General von Ohio.

## Werdegang
Joseph McCormick, einziges Kind von Margaret Ellison und Adam McCormick, wurde während des Britisch-Amerikanischen Krieges in Cincinnati (Hamilton County) geboren. Seine Kindheit verbrachte er in Cincinnati und West Union (Adams County). McCormick hat möglicherweise das Marietta College im Washington County besuchte. 1831 und 1832 war er als Ladenbesitzer in Pine Grove Furnace tätig. Er studierte bei Nelson Barrere Jura und erhielt 1835 seine Zulassung als Anwalt. Er war einige Monate lang in Portsmouth (Scioto County) ansässig und lebte dann bis 1838 in Cincinnati. Die Folgejahre waren von der Wirtschaftskrise von 1837 und dem Mexikanisch-Amerikanischen Krieg überschattet. 1838 wurde er Staatsanwalt (Prosecuting Attorney) vom Adams County. Er wurde 1843 wieder zum Staatsanwalt ernannt und dann in dasselbe Amt gewählt – ein Posten, welchen er bis 1845 innehatte. Während jener Zeit heiratete er am 20. Mai 1840 Elizabeth Smith, Schwester von Richter John M. Smith aus West Union. Das Paar bekam zwei Söhne und eine Tochter, aber nur Adam Ellison, welcher 1843 geboren wurde, erreichte das Erwachsenenalter. Joseph McCormick war ein Alkoholiker. Als sein Vater 1849 verstarb, hinterließ er ihm ein großes Anwesen. In seinem Testament verfügte er aber, dass sein Sohn und seine damals noch zwei lebenden Enkel dort nur ein Wohn- und Nutzungsrecht auf Lebenszeit hatten. Das Anwesen sollte solange in den Händen eines Treuhänders bleiben, bis Joseph seine Trinkgewohnheiten geändert hätte. Erst nach dem Tod von Joseph McCormick ging das Anwesen in den Besitz von seinem einzig noch lebenden Sohn. McCormick nahm 1850 für das Adams County an der zweiten Verfassunggebenden Versammlung von Ohio teil. Am 5. Mai 1851 ernannte ihn Gouverneur Reuben Wood zum zweiten Attorney General von Ohio für die Restamtszeit von Henry Stanbery. McCormick bekleidete das Amt ungefähr sieben Monate lang bis George E. Pugh ihm ins Amt folge, welcher unter der neuen Staatsverfassung gewählt wurde. Um 1857 zog McCormick nach Kalifornien, wo er 1879 verstarb. Seine Ehefrau verblieb währenddessen in Manchester (Adams County), wo sie 1872 starb.